# Lamoral de Tassis
Lamoral de Tassis o Lamoral de Taxis (1557 – Bruxelles, 7 luglio 1624) era figlio del Maestro Generale di Posta Leonardo I de Tassis.
Nel 1579 sposò Genoveffa de Tassis, figlia del Maestro di Posta degli Asburgo Serafino II de Tassis, morto nel 1628. L'Imperatore Rodolfo II concesse alla famiglia dei Thurn und Taxis, il 16 gennaio 1608, il titolo di Barone del Sacro Romano Impero. Il 27 luglio 1615 ottenne il titolo di Maestro Generale delle Poste dell'Impero e l'8 giugno 1624 ottenne il titolo di Conte.

## Biografia
Nel luglio del 1574 Leonardo I de Tassis ricevette dal Re Filippo II di Spagna una Regia Patente, con la quale lo autorizzava a svolgere un servizio postale regolare nei Paesi Bassi spagnoli, ma alla sua morte questo diritto divenne ereditario.
L'ascesa della famiglia portò Leonardo ed il figlio Lamoral a stabilire anche una propria sede postale a Bruxelles sul finire del gennaio del 1577. Sotto la protezione di Don Giovanni d'Austria nel Lussemburgo, Lamoral iniziò una carriera militare molto proficua. Chiamato alla corte di Madrid a partire dal 1581 venne inviato nei Paesi Bassi come ufficiale ove prese parte alla Guerra di Colonia.
Nel 1584 Lamoral succedette al padre nei suoi compiti di direzione delle poste imperiali e nei titoli nobiliari annessi. Nel marzo dello stesso anno ricevette la somma di 3.000 corone dalla corona spagnola da conferire al servizio postale per la creazione di nuove strade postali nei Paesi Bassi e Lamoral si avvalse quindi di altre personalità a rappresentarlo nelle altre sedi europee: Jacob Henot a Colonia, Giovanni Battista Bosco presso gli Asburgo, sede quest'ultima ereditata per matrimonio da Genoveffa, moglie di Lamoral e figlia di Serafino II de Tassis, Maestro di Posta presso la corte viennese.
Poco tempo prima di morire, l'8 giugno 1624, ottenne il titolo di Conte del Sacro Romano Impero. Lamoral morì il 7 luglio dello stesso anno a Bruxelles e venne sepolto nella chiesa di Notre-Dame du Sablon. Il 17 agosto 1624 l'Imperatore Ferdinando II nominò Maestro Generale di Posta il figlio di Lamoral, Leonardo, il quale gli succedette anche nei titoli nobiliari.

## Curiosità
Lamoral de Tassis viene detto anche l'Immorale in molte cronache come quella del 1689 intitolata Fürst Thurn und Taxis Archiv (FZA HFS 790) detta anche „L'Amoral de Tassis“.

## Discendenza
- Leonardo II (n. 5 luglio 1597)
- Giovanni Francesco
- Leonora (n. 1587) (forse figlia illegittima)